# Ciro Andreatta
Ciro Andreatta (Pergine, 23 gennaio 1906 – Bologna, 6 febbraio 1960) è stato un geologo italiano.

## Biografia
Insegnò alle università di Messina (1936) e Bologna (1938), occupandosi per lo più di petrografia dell'Ortles ed introducendo in Italia i metodi di petrografia strutturale.
Socio dei Lincei dal 1948, fu presidente della SMI dal 1955 al 1957.